# Exogone sophiae
Exogone sophiae is een borstelworm uit de familie van de Syllidae. De wetenschappelijke naam van de soort werd voor het eerst geldig gepubliceerd in 2018 door Langeneck, Musco en Castelli.